# Cap d'Artrutx
El Cap d'Artrutx és a l'extrem occidental de la costa de Menorca, dins del terme municipal de Ciutadella.
El lloc forma una aglomeració amb Cala en Bosch i Son Xoriguer. A diferència de les dues anteriors, Cap d'Artrutx no té platja privada. El lloc està ple de cases i edificis d'apartaments i grans complexos hotelers.
La fita característica de Cap d'Artrutx és el far pintat de blanc-negre. Va ser construït l'any 1859 i ampliat l'any 1970 damunt d'un promontori molt desgastat i baix. És un far considerat de quart ordre. Mallorca és a 38 quilòmetres de distància i clarament visible a l'horitzó.